# عشق، افسونگر
عشق، افسونگر (اسپانیایی: El Amor brujo‎؛ انگلیسی: Love, the Magician) فیلمی در ژانر موزیکال به کارگردانی کارلوس سائورا است که برپایهٔ آهنگی به همین نام، اثرِ آهنگساز برجستهٔ اسپانیایی «مانوئل د فایا» ساخته و در سال ۱۹۸۶ منتشر شد.
کارگردان هنریِ رقص‌هایِ فلامنکو در این فیلم، «ماریا پاخِس» بود و این فیلم سومین قسمت از سه‌گانهٔ کارلوس سائورا دربارهٔ «فلامنکو»، پس از عروسی خون (۱۹۸۱) و کارمن (فیلم ۱۹۸۳) (۱۹۸۳) محسوب می‌شود.
«عشق، افسونگر» در بخش مسابقهٔ جشنواره فیلم کن ۱۹۸۶ به نمایش درآمد.